# Noémie Lvovsky
Noémie Lvovsky (* 14. prosince 1964 Paříž) je francouzská režisérka, scenáristka a herečka.
Získala jednu nominaci na Césara pro nejlepší herečku, jednu nominaci na Césara pro nejlepšího režiséra a šest nominací na Césara pro nejlepší herečku ve vedlejší roli.

## Životopis
Její příjmení pochází z polštiny. Její prarodiče z otcovy strany odešli z Oděsy, protože se obávali narůstajícího antisemitismu, dědeček se zajímal o francouzskou literaturu a o Dreyfusovu aféru, a tak se celá rodina přestěhovala do Paříže. Její otec přišel o celou svou rodinu při deportaci během Druhé světové války.
Má syna Paola, jeho otcem je psychiatr. Její matka pochází z Toulouse. V roce 2006 získala Řád umění a literatury ve stupni rytíř, v roce 2012 na úrovni důstojník a 2019 na úrovni komandér. V roce 2016 získala francouzský Národní řád za zásluhy. Její film Znovu zamilovaná (který režírovala, napsala k němu scénář a ztvárnila v něm i hlavní roli) získal v roce 2012 cenu na přehlídce Quinzaine des réalisateurs na Filmovém festivalu v Cannes.

## Filmografie

### Režisérská filmografie

#### Celovečerní filmy
- 1994: Oublie-moi
- 1997: Les années lycée: Petites (televizní film)
- 1999: Nebojím se života
- 2003: Les Sentiments
- 2007: Tančit je lepší
- 2012: Znovu zamilovaná
- 2017: Demain et tous les autres jours
- 2022: La Grande Magie

#### Krátkometrážní filmy
- 1986: La Belle
- 1987: Une visite
- 1989: Dis-moi oui, dis-moi non
- 1990: Embrasse-moi
- 1997: Nous, sans-papiers de France
- 2010: On bosse ici! On vit ici! On reste ici!

### Scenáristická filmografie
- 1989: Dis-moi oui, dis-moi non, režie: Noémie Lvovsky (krátkometrážní)
- 1990: Embrasse-moi režie: Noémie Lvovsky (krátkometrážní)
- 1992: Hlídka, režie: Arnaud Desplechin (adaptace)
- 1994: Oublie-moi, režie: Noémie Lvovsky
- 1996: Le Cœur fantôme, režie: Philippe Garrel (dialogy)
- 1996: Clubbed to Death (Lola) režie: Yolande Zauberman
- 1997: Les années lycée: Petites, režie: Noémie Lvovsky (televizní film)
- 1999: Nebojím se života, režie: Noémie Lvovsky
- 2003: Les Sentiments, režie: Noémie Lvovsky
- 2003: Il est plus facile pour un chameau..., režie: Valeria Bruni Tedeschi
- 2007: Herečky, režie: Valeria Bruni Tedeschi
- 2007: Tančit je lepší, režie: Noémie Lvovsky
- 2012: Znovu zamilovaná, režie: Noémie Lvovsky
- 2013: Zámek v Itálii, režie: Valeria Bruni Tedeschi
- 2015: Les trois sœurs, režie: Valeria Bruni Tedeschi (televizní film)
- 2017: Demain et tous les autres jours režie: Noémie Lvovsky
- 2018: Les Estivants režie: Valeria Bruni Tedeschi
- 2022: Les Amandiers režie: Valeria Bruni Tedeschi
- 2022: La Grande Magie režie: Noémie Lvovsky

### Herecká filmografie

#### Film
- 2001: Má žena je herečka, režie: Yvan Attal, role: Nathalie
- 2002: Kdybych byl bohatý režie: Gérard Bitton a Michel Munz, role: Claire
- 2003: France Boutique, režie: Tonie Marshall, role: Monique
- 2004: Illustre Inconnue, režie: Marc Fitoussi, role: sestra (krátkometrážní film)
- 2004: Králové a královna, režie: Arnaud Desplechin, role: Élizabeth
- 2005: Jeden zůstává, druhý odchází, režie: Claude Berri, role: Nicole
- 2005: Backstage, režie: Emmanuelle Bercot, role: Juliette
- 2006: Velký apartmán, režie: Pascal Thomas, role: Charlotte Falingard
- 2006: Škola pro všechny, režie: Eric Rochant, role: Krikorian
- 2007: Herečky, režie: Valeria Bruni Tedeschi, role: Nathalie
- 2007: Prosté srdce, režie: Marion Laine, role: Nastasie
- 2008: Coco, režie: Gad Elmaleh, role: Brigitte
- 2009: Hezounci, režie: Riad Sattouf, role: matka Hervého
- 2010: Ensemble nous allons vivre une très, très grande histoire d'amour..., režie: Pascal Thomas
- 2010: Copacabana, režie: Marc Fitoussi, role: Suzanne
- 2010: Bus Palladium, režie: Christopher Thompson, role: vojenská psycholožka
- 2010: Les mains libres, režie: Brigitte Sy, role: Rita
- 2011: Nevěstinec, režie: Bertrand Bonello, role: Marie-France
- 2011: Présumé Coupable, režie: Vincent Garenq, role: Edith Marécaux
- 2011: Le Skylab, režie: Julie Delpy, role: teta Monique
- 2011: 17 dívek, režie: Delphine a Muriel Coulin, role: zdravotnice ve škole
- 2012: Sbohem, královno, režie:Benoît Jacquot, role: Madame Campan
- 2012: À moi seule, režie: Frédéric Videau, role: Sabine
- 2012: Znovu zamilovaná, režie: Noémie Lvovsky, role: Camille Vaillant
- 2012: Sbohem Berthe, režie: Bruno Podalydès, role: plačka
- 2013: Chez nous c'est trois !, režie: Claude Duty, role: Jeanne Millet
- 2013: Jacky au royaume des filles, režie: Riad Sattouf, role: Tata
- 2014: Week-ends, režie: Anne Villacèque, role: Sylvette
- 2014: Tristesse Club, režie: Vincent Mariette, role: Rebecca
- 2014: Podnájemnice, režie Israel Horovitz, role: doktorka Florence Horowitzová
- 2014: Tiens-toi droite, režie: Katia Lewkowicz, role: Sam
- 2015: Les Jours venus, režie: Romain Goupil:, role: producentka
- 2015: Sladký útěk, režie: Bruno Podalydès, role: sousedka ve výtahu
- 2015: Léto, režie: Catherine Corsini, role: Monique
- 2016: Rosalie Blum , režie: Julien Rappeneau, role: Rosalie
- 2016: Monsieur Chocolat, režie: Roschdy Zem, role: Madame Delvaux
- 2016: Willy 1er, režie: Marielle Gautier, Hugo P. Thomas, Ludovic a Zoran Boukherma, role: Catherine
- 2017: Demain et tous les autres jours, režie: Noémie Lvovsky, role: Madame Zasinger
- 2017: Podle skutečné události režie: Roman Polański, role: kurátorka
- 2018: Jedna země, jeden král, režie: Pierre Schoeller, role: Solange
- 2018: Les Estivants, režie: Valeria Bruni Tedeschi, role: Nathalie
- 2018: Neviditelné, režie: Louis-Julien Petit, role: Hélène
- 2019: Deux fils, režie: Félix Moati, role: Magalie
- 2019: Play, režie: Anthony Marciano, role: Maxova matka
- 2020: Filles de joie, režie Frédéric Fonteyne a Anne Paulicevich, role: Dominique
- 2020: Jak býti dobrou ženou, režie Martin Provost, role: Marie-Thérèse
- 2021: Le Trésor du Petit Nicolas, režie Julien Rappeneau, role: paní Bouillaguetová
- 2022: Youssef Salem a du succès, režie Baya Kasmi, role: Lise
- 2022: L'Envol, režie Pietro Marcello,  role: madam Adeline
- 2022: La Grande Magie, režie : Noémie Lvovsky, role: Zaira
- 2022: Hrdina nikoho, režie Alain Guiraudie, role: Isadora
- 2023: Madame de Sévigné, režie Isabelle Brocard, role: madam de La Fayette
- 2023: Le Médium, režie Emmanuel Laskar, role: Barbara Mongeová
- 2023: Jeanne du Barry - Králova milenka, režie Maïwenn, role: komtesa de Noailles
- 2024: Un Noël en famille, režie Jeanne Gottesdiener, role: Carole Lamarre
- 2024: Nice Girls, režie Noémie Saglio, role: Hernandezová
- 2024: Les Boules de Noël, režie Alexandra Leclère, role: Nicole
- 2024: Juliette au printemps, režie Blandine Lenoir, role: Nathalie
- 2024: Bis Repetita, režie Émilie Noblet, role: Christine, ředitelka školy

#### Televize
- 2011: Bouquet final, režie: Josée Dayan
- 2015: Ainsi soient-ils, režie: Rodolphe Tissot (3. série)
- 2017: Paris, etc., režie: Zabou Breitman
- 2018: Nox, režie: Mabrouk el Mechri
- 2018: Les Impatientes, režie: Jean-Marc Brondolo
- 2020: Si tu vois ma mère, režie: Nathanaël Guedj
- 2023: Sambre, režie: Jean-Xavier de Lestrade